# Dievs, svētī Latviju
Dievs, svētī Latviju (Gud signe Lettland) är Lettlands nationalsång. Den skrevs av Kārļis Baumanis (1834-1904) och varje vers sjungs två gånger.
| Lettiska                  | Svenska               |
| ------------------------- | --------------------- |
| Dievs, svētī Latviju,     | Gud signe Lettland,   |
| Mūs' dārgo tēviju,        | Vårt kära faderland,  |
| Svētī jel Latviju,        | Signe du Lettland,    |
| Ak, svētī jel to!         | Åh, signe du mig!     |
| Kur latvju meitas zied,   | Se dina döttrar le,   |
| Kur latvju dēli dzied,    | Hör dina söners sång, |
| Laid mums tur laimē diet, | Led oss i glädjedans, |
| Mūs' Latvijā!             | Vårt Lettland!        |